# Principio di sovrapposizione
In matematica e in fisica, il principio di sovrapposizione stabilisce che per un sistema dinamico lineare l'effetto di una somma di perturbazioni in ingresso è uguale alla somma degli effetti prodotti da ogni singola perturbazione.
In altri termini, la risposta del sistema lineare {\displaystyle H} ad una combinazione lineare {\displaystyle \alpha _{1}\mathbf {x_{1}} +\alpha _{2}\mathbf {x_{2}} +\dots +\alpha _{n}\mathbf {x_{n}} } di un certo numero di sollecitazioni linearmente indipendenti {\displaystyle \mathbf {x_{i}} }, con {\displaystyle \alpha _{i}\in \mathbb {R} }, può ottenersi sommando le singole risposte {\displaystyle H(\mathbf {x_{i}} )} che ciascuna di esse produrrebbe se agisse da sola (quando cioè le altre sono nulle):
{\displaystyle H(\alpha _{1}\mathbf {x_{1}} +\alpha _{2}\mathbf {x_{2}} +\dots +\alpha _{n}\mathbf {x_{n}} )=\alpha _{1}H(\mathbf {x_{1}} )+\alpha _{2}H(\mathbf {x_{2}} )+\dots +\alpha _{n}H(\mathbf {x_{n}} )}
Il principio di sovrapposizione esprime la possibilità di scomporre un problema lineare. Se si è in grado di scrivere i dati di ingresso in più componenti linearmente indipendenti (ad esempio, in un moto a due dimensioni si possono considerare la componente verticale e la componente orizzontale) allora è possibile risolvere il problema analizzando separatamente ciascuna delle componenti: si calcola ogni singola risposta e poi si sommano le singole risposte secondo la stessa proporzione (ovvero con gli stessi coefficienti {\displaystyle \alpha _{i}}) in cui erano sommati i dati in ingresso.

## Sistemi stazionari (LTI)
Dato un sistema lineare stazionario:
{\displaystyle {\dot {x}}(t)=Ax(t)+Bu(t)}
{\displaystyle y(t)=Cx(t)+Du(t)}
con {\displaystyle A}, {\displaystyle B}, {\displaystyle C} e {\displaystyle D} matrici non dipendenti dal tempo, sia {\displaystyle y_{i}(t)} la risposta del sistema all'ingresso {\displaystyle u_{i}(t)} quando il sistema è nello stato iniziale {\displaystyle x_{i}(t=0)}.
Dato lo stato iniziale {\displaystyle x(0)=\alpha _{1}x_{1}(0)+\alpha _{2}x_{2}(0)}, con {\displaystyle \alpha _{i}\in \mathbb {R} }, il principio di sovrapposizione implica che ad un ingresso {\displaystyle u=\alpha _{1}u_{1}(t)+\alpha _{2}u_{2}(t)} corrisponde l'uscita:
{\displaystyle y(t)=\alpha _{1}y_{1}(t)+\alpha _{2}y_{2}(t)}
Grazie a questo fatto l'uscita può essere espressa come la somma:
{\displaystyle y(t)=y_{L}(t)+y_{F}(t)}
della risposta libera {\displaystyle y_{L}} e della risposta forzata {\displaystyle y_{F}}. Utilizzando la trasformata di Laplace {\displaystyle L(s)} si può anche scrivere, nello specifico:
{\displaystyle L[y(t)](s)=Y(s)=Y_{L}(s)+Y_{F}(s)=F(s)x(0)+G(s)U(s)}
dove {\displaystyle U} è la trasformata di {\displaystyle u} e le matrici {\displaystyle F} e {\displaystyle G} sono date da:
{\displaystyle F(s)=C(sI-A)^{-1}\qquad G(s)=C(sI-A)^{-1}B+D}
Il termine {\displaystyle Y_{L}} è lineare rispetto a {\displaystyle x(0)} e rappresenta la risposta del sistema quando l'ingresso è nullo: lo stato del sistema dipende quindi linearmente dallo stato iniziale {\displaystyle x(0)}. Il termine {\displaystyle Y_{F}} è la risposta del sistema quando lo stato iniziale è nullo, ed è pertanto una funzione lineare solo dell'ingresso {\displaystyle u}.
Si ha infatti:
{\displaystyle Y(s)=G(s)U(s)+F(s)x(0)=G(s)[\alpha _{1}U_{1}(s)+\alpha _{2}U_{2}(s)]+F(s)[\alpha _{1}x_{1}(0)+\alpha _{2}x_{2}(0)]=}
{\displaystyle =\alpha _{1}[G(s)U_{1}(s)+F(s)x_{1}(0)]+\alpha _{2}[G(s)U_{2}(s)+F(s)x_{2}(0)]=\alpha _{1}Y_{1}(t)+\alpha _{2}Y_{2}(t)}

## Applicazioni
Il principio si applica ogni qualvolta sia coinvolta una trasformazione lineare, come possono essere i sistemi di equazioni lineari e le equazioni differenziali lineari, sia ordinarie che alle derivate parziali. In presenza di un sistema:
{\displaystyle Ax=b}
dove {\displaystyle A} è una matrice e {\displaystyle b} un vettore, il principio afferma che se {\displaystyle y} e {\displaystyle y_{0}} sono soluzioni dei sistemi con termini noti {\displaystyle b} e {\displaystyle b_{0}}, allora {\displaystyle y+y_{0}} risolve il sistema:
{\displaystyle Ax=b+b_{0}}

### Fisica

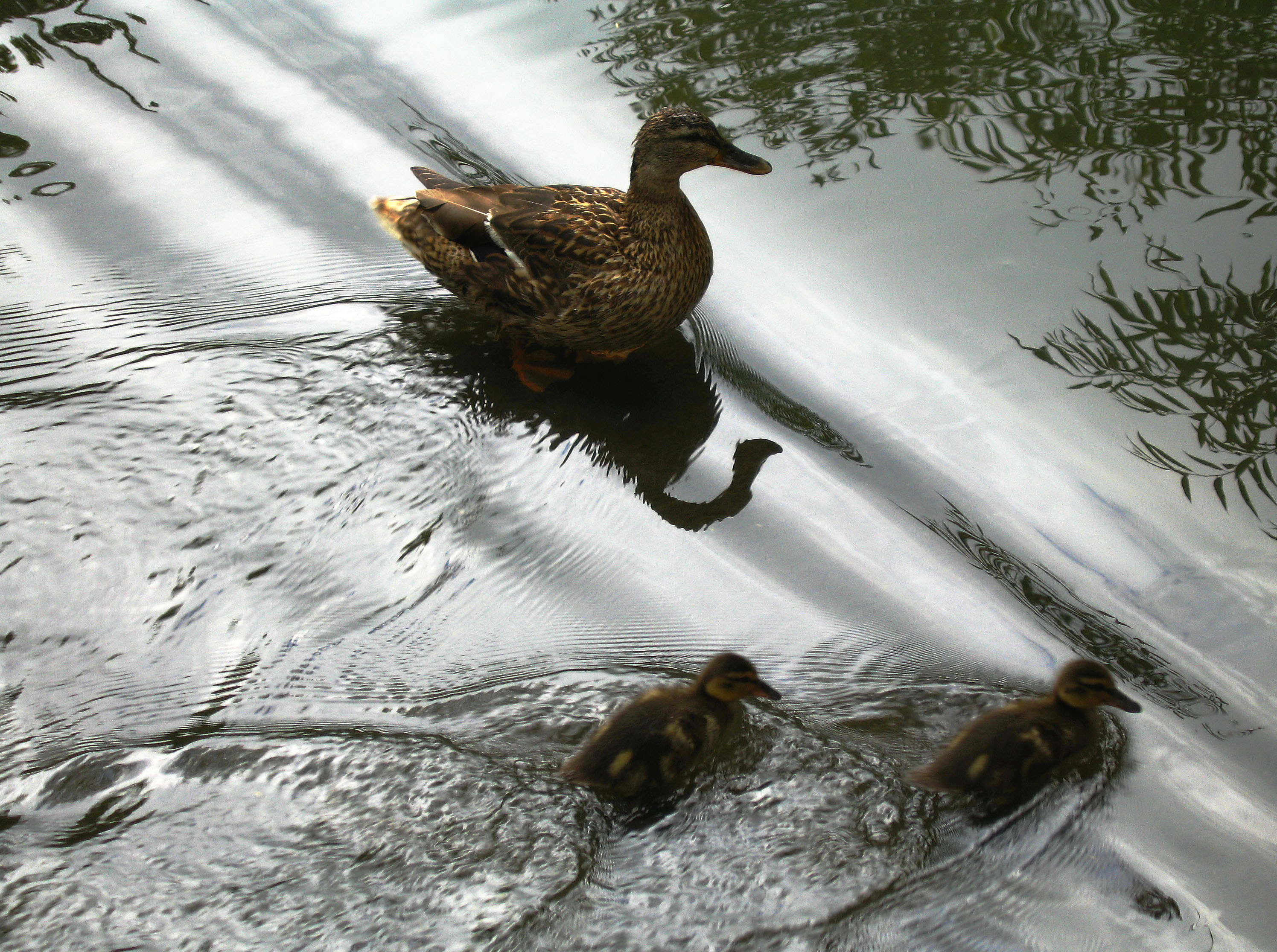
Le scie che le anatre producono sulla superficie dello stagno si compongono secondo il principio di sovrapposizione

I fenomeni naturali che rispettano il principio di sovrapposizione sono diversi; ad esempio le equazioni di Maxwell stabiliscono un legame lineare tra carica e campi magnetici, e quindi si può applicare il principio quando si deve descrivere l'interazione di più cariche.

### Ingegneria
In teoria dei segnali, la sovrapposizione lineare è alla base dell'analisi di Fourier per la scomposizione e lo studio dei segnali elettrici.
Nell'ingegneria meccanica e ingegneria civile, l'uso della sovrapposizione degli effetti è utile nell'identificare la distribuzione dei carichi lungo una struttura, per evitare cedimenti.

## Esempio
Nella risoluzione dell'equazione del calore {\displaystyle u_{tt}-\Delta u=0} il metodo di separazione delle variabili fa uso del concetto di autovalore e autofunzione di un operatore differenziale ellittico e della sua decomposizione spettrale. Imponendo che la soluzione sia della forma {\displaystyle u(t,x)=f(t)g(x)} (con {\displaystyle f(t)} e {\displaystyle g(x)} tra loro indipendenti) si giunge alla risoluzione del sistema:
{\displaystyle \left\{{\begin{matrix}\Delta g=-\lambda _{k}g\\f'=\lambda _{k}f\end{matrix}}\right.}
che ha come soluzioni {\displaystyle g_{k}(x)} e {\displaystyle f_{k}(t)=f_{k}(0)e^{-\lambda _{k}t}}, dove {\displaystyle g_{k}} è un'autofunzione del laplaciano. Siccome è noto che, sotto certe ipotesi sui dati, l'insieme delle autofunzioni costituisce una base dello spazio funzionale ambiente, si ricostruisce infine la soluzione dell'equazione di partenza come:
{\displaystyle u(t,x)=\sum _{k=1}^{\infty }u_{k}(t,x)=\sum _{k=1}^{\infty }g_{k}(x)f_{k}(t)}